# The Grinder (serie de televisión)
The Grinder es una serie de televisión estadounidense creada por Andrew Mogel y Jarrad Paul. Se estrenó el 29 de septiembre de 2015 en la cadena FOX y constó de 22 episodios. A pesar de haber sido bien valorada por la crítica y los espectadores, fue cancelada el 16 de mayo de 2016.

## Sinopsis
Dean Sanderson (Rob Lowe) es un actor de televisión conocido por protagonizar 'The Grinder', una popular serie de televisión sobre abogados. Decide volver a su localidad natal tras cancelarse la serie con la intención de unirse al despacho de abogados de su padre y su hermano Stewart (Fred Savage), a pesar de que lo poco que sabe de derecho lo ha sacado de los guiones de televisión.

## Reparto

### Personajes principales
- Rob Lowe como Dean Sanderson, un actor que hizo el papel del abogado Mitch Grinder en la serie de televisión The Grinder y que vuelve a su ciudad natal tras cancelarse su serie.[4][5]
- Fred Savage como Stewart Sanderson, hermano menor de Dean y abogado en su propio despacho junto a su padre.[4][5]
- Mary Elizabeth Ellis como Debbie Sanderson, esposa de Stewart.[4][5]
- Hana Hayes como Lizzie Sanderson, hija de Stewart y Debbie, tiene 15 años.[4][5]
- Connor Kalopsis como Ethan Sanderson, hijo de Stewart y Debbie, tiene 13 años.[4][5]
- William Devane como Dean Sanderson Sr., padre de Dean y Stewart y jefe del despacho de abogados junto a su hijo.[4][5]
- Natalie Morales como Claire Lacoste, nueva socia en el bufete que se resiste a los intentos románticos de Dean.[5]
- Steve Little como Todd, un abogado de habilidad cuestionable que trabaja en el bufete y que es admirador de Dean.

### Personajes recurrentes
- Will Greenberg como Hugh Rozz.
- Matt Hobby como Patt Landy.
- John Owen Lowe como Joel Zadak, novio de Lizzie.
- Maya Rudolph como Jillian, psicóloga de Stewart y Dean que llega a ser novia de Dean.
- Jason Alexander como Cliff Bemis, el creador y guionista de la serie de televisión The Grinder.
- Timothy Olyphant como Timothy Olyphant, que asume el papel de Rake Grinder en la nueva serie The Grinder: Nueva Orleans.
- Kenneth Lucas como Cory Manler, un antiguo cliente del bufete que les demanda por mala praxis.

## Recepción
En Rotten Tomatoes la temporada tuvo una aprobación del 93%, basada en 57 críticas con una puntuación media de 7,9/10. En Metacritic la temporada tuvo una puntuación de 71 sobre 100, basada en 23 críticas.

## Premios y nominaciones
| Año  | Premio                                   | Categoría                                              | Nominados (as)   | Resultado |
| ---- | ---------------------------------------- | ------------------------------------------------------ | ---------------- | --------- |
| 2016 | Premios de la Crítica Televisiva de 2016 | Mejor actor en serie de comedia                        | Fred Savage      | Nominado  |
| 2016 | Premios de la Crítica Televisiva de 2016 | Mejor actor invitado en serie de comedia               | Timothy Olyphant | Ganó      |
| 2016 | Premios Globo de Oro de 2015             | Mejor actor de serie de televisión - Comedia o musical | Rob Lowe         | Nominado  |
| 2016 | People's Choice Awards de 2016           | Actor favorito en nueva serie                          | Rob Lowe         | Nominado  |
| 2016 | People's Choice Awards de 2016           | Nueva comedia de televisión favorita                   | The Grinder      | Nominado  |
| 2016 | Young Entertainer Awards                 | Mejor actor joven principal en serie de televisión     | Connor Kalopsis  | Ganó      |